# 王品牛排

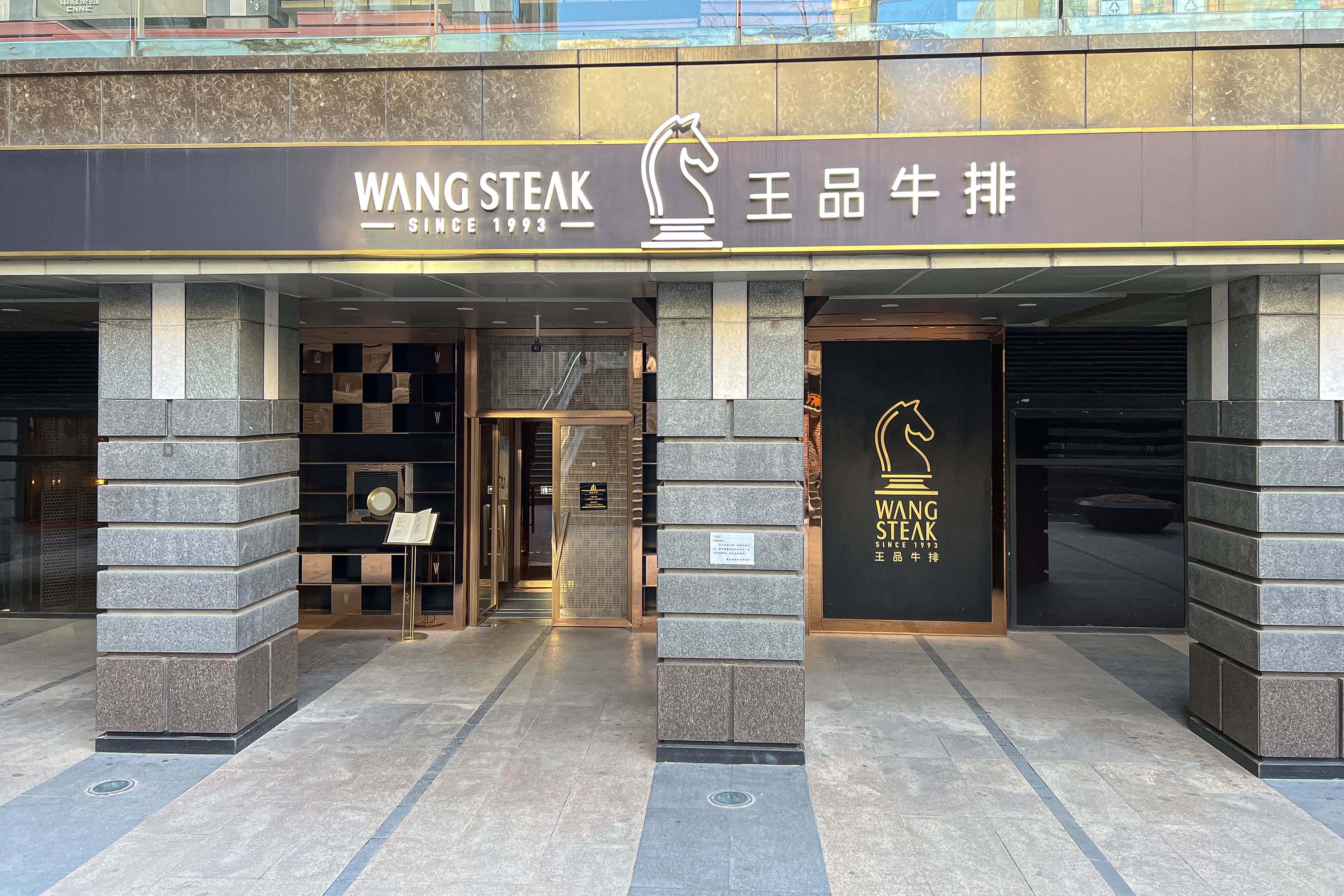
王品牛排北京西单店

王品牛排（英語：Wang steak），為王品集團最早成立的品牌。創辦人為戴勝益。
創始店在臺中市文心店。

## 改名事件
王品牛排原名為「王品台塑牛排」，民國97年聯一西餐廳老闆楊國初要求「王品台塑牛排」改為「王品牛排」，但因當年沒有註冊「台塑牛排」商標而無法提出告訴與損害賠償，只能質疑「王品」的「王」字其實出自台塑集團創辦人王永慶之姓氏。楊國初早年是台塑大樓招待所總管，與王永慶三房李寶珠一起研發獨門牛排醬汁，取名為「台塑牛排」。楊國初離開台塑集團後自行開業。

## 外部連結
- 王品牛排 （页面存档备份，存于） （中文）（英文）（日語）
- 王品牛排WANG STEAK  LINE 官方帳號 （页面存档备份，存于）
- 王品瘋美食 （页面存档备份，存于） （中文）
- 王品瘋美食  LINE 官方帳號 （页面存档备份，存于）
- 王品瘋美食 APP (ios) （页面存档备份，存于）
- 王品瘋美食 APP (Android) （页面存档备份，存于）
- 王品牛排Wang Steak的Facebook專頁
- 王品瘋美食的Facebook專頁
- 王品瘋美食的Instagram帳戶